# Rhipidocladum
Rhipidocladum is een geslacht uit de grassenfamilie (Poaceae). De soorten van dit geslacht komen voor in Amerika.